# Cathédrale de la Dormition de Veliki Oustioug
Pour les articles homonymes, voir Cathédrale de la Dormition.
La cathédrale de la Dormition de Veliki Oustioug (en russe : Успенский собор) est un édifice religieux orthodoxe de Russie du Nord européen. C'est aujourd'hui le plus ancien bâtiment de la ville, situé dans sa partie ancienne, sur une berge élevée de la rive gauche de la rivière Soukhona, à un endroit dénommé Cour de la cathédrale (Sobornoe dvorichtché) dans le quartier de Dymkomski.

## Histoire
La première cathédrale en bois dédiée à la Dormition de Marie a été construite en 1290, du vivant de Procope d'Oustioug.
C'est un saint thaumaturge, fol-en-Christ, qui vivait dans le paperte même de l'édifice. La cathédrale a été ensuite le premier bâtiment construit en pierre dans la ville dans les années 1619-1622. Elle est dédiée à la Dormition de Marie. Dès 1631, elle subit un incendie et le bâtiment est restauré dans une structure qui est en grande partie conservée et qui date de 1639-1658. Il résulte de cette histoire tourmentée que la cathédrale présente plusieurs variétés de style différents et qu'il est difficile de lui retrouver aujourd'hui son apparence initiale avec certitude. 

## Description
Le volume central de la cathédrale est un cube. Il s'appuyait à l'origine sur quatre piliers, mais au cours de transformations au cours du XVIIIe siècle, deux piliers ont été enlevés. Sur le cube central est construite une structure octogonale qui est dominée par quatre coupoles d'angles. Du côté sud, a été annexée au XIXe siècle, l'église, à l'origine de l'Annonciation, qui remplit les fonctions d'église d'hiver. C'est dans cette église de l'Annonciation que débuta la vénération pour l'icône de l'Annonciation d'Oustioug. Du côté est, près de la cathédrale se trouve un clocher dont l'une des tours est surmontée d'une flèche et l'autre d'une coupole.
De 1682 à 1788, l'édifice a rempli sa fonction de cathédrale à la tête de l'éparchie de Veliki Oustioug et de Totma. C'est là aussi que sont enterrés les évêques dont certains sont représentés sur les murs. 